# Sanji
Sanji (サンジ Sanji) - tên khai sinh là Vinsmoke Sanji (ヴィンスモーク・サンジ Vinsumōku Sanji) và còn được gọi là Sanji "Chân Đen" (黒足のサンジ Kuro Ashi no Sanji) - là một nhân vật hư cấu trong loạt tác phẩm One Piece do Oda Eiichiro sáng tạo. Anh là thuyền phó của băng Mũ Rơm - băng hải tặc do Monkey D. Luffy làm thủ lĩnh.
Sanji vốn xuất thân từ North Blue và là thành viên của gia tộc Vinsmoke. Người cha Judge tỏ ra căm ghét Sanji, xem anh là một "sản phẩm lỗi" và thiên vị những đứa con khác mà ông xem là "thành công" hơn. Các anh chị em của Sanji cũng thường xuyên bắt nạt Sanji vì cho rằng anh là một kẻ kém cỏi.
Sau khi Sanji bị Judge nhốt trong ngục tối và muốn chối bỏ rằng anh chưa bao giờ được sinh ra, Sanji đã chạy trốn Baratie nhờ sự giúp đỡ của người chị gái. Tại Baratie, anh vừa học nấu ăn, vừa học cách chiến đấu dưới sự chỉ dạy của Zeff "Chân Đỏ". Phong cách chiến đấu đặc trưng của Sanji là sử dụng đôi chân, giữ cho đôi tay dùng để nấu ăn. Sau một trận đánh với Don Krieg, Sanji tham gia băng Mũ Rơm nhằm thỏa ước mơ tìm ra All Blue - vùng biển thần thoại được cho là có mọi loài cá từ khắp thế giới. Tuy rằng chủ yếu tỏ thái độ điềm tĩnh và cẩn trọng, song anh cũng cực kỳ bị cuốn hút trước các mỹ nữ - được thể hiện qua đôi mắt hình trái tim khi nhìn thấy họ. Anh thể hiện bản chất hào hiệp, không bao giờ tấn công bất kỳ người phụ nữ nào.

## Sáng tạo và xây dựng nhân vật
Trong những tạo hình đầu tiên, Sanji là một nhân vật tóc đen cầm súng tên là Naruto, song ý tưởng này bị bác bỏ. Để tạo ra Sanji, Oda lấy cảm hứng từ nhân vật Mr. Pink (do Steve Buscemi thể hiện) trong phim Reservoir Dogs (1992).

### Tạo hình
Sanji là một chàng trai cao, da sáng và dáng người mảnh khảnh. Anh thường mặc áo sơ mi đen và hút thuốc lá. Trước thời điểm timeskip, Sanji để mái tóc vàng che mất mắt trái. Tuy nhiên sau timeskip, anh để tóc che mắt phải. Trước khi rời gia đình, Sanji để tóc che mắt trái, mặc áo sơ mi vàng in hình số ba màu đen. Anh còn mặc quần trắng, đi bốt nâu và đeo khăn bandana vàng. Sau khi rời gia đình lúc nhỏ, anh bắt đầu mặc đồng phục đầu bếp màu trắng. Trong thời gian timeskip, Sanji nuôi râu dê, và đây là tạo hình gốc của anh trong các bản thảo của tác phẩm.
Đặc điểm nổi bật nhất của Sanji là lông mày - được mô tả là những vòng xoắn có đuôi hướng về bên trái, ngược hướng với các anh chị em của anh là Ichiji, Niji, Yonji và Reiju. Oda tiết lộ quốc tịch ngoài đời thật của Sanji sẽ là người Pháp, trái ngược với chủ đề Đức Quốc Xã của Germa 66.

### Tính cách
Chủ yếu Sanji được xem là một người điềm tĩnh và cẩn trọng. Anh luôn giữ một cái đầu lạnh trong những tình huống nguy cấp. Tuy nhiên, nét tính cách này lại trái ngược với nhiều chi tiết hài mà anh góp mặt, như khi anh ở trước mặt phụ nữ hay bị một thành viên của băng xúc phạm. Nổi bật nhất, Sanji và Zoro có một sự cạnh tranh lớn, họ thường chạm trán với nhau (cả khẩu chiến lẫn thực chiến). Tuy nhiên, ngay cả khi đang đối thoại, họ vẫn tìm cách hỗ trợ băng và những người xung quanh họ, ví dụ như khi họ vô tình cứu mạng Toko.[ch. 944]
Sanji cũng được biết đến là một người si mê phái đẹp, liên tục tán tỉnh bất kỳ phụ nữ đẹp nào mà anh nhìn thấy, do đó khiến anh có biệt danh "ero-cook". Ngay từ khi còn nhỏ, lúc đang làm việc ở Baratie, Sanji đã trúng tiếng sét ái tình với những nữ khách hàng quyến rũ, thế nên cuối cùng mắc lỗi trong khâu chế biến thực phẩm. Anh còn thể hiện sự ghen tuông với những người sát gái khác mà anh cho là may mắn hơn mình, chẳng hạn như khi anh thấy Zoro đi cùng Hiyori và Luffy đến Amazon Lily đơn thuần nhờ may mắn.[ch. 945] Tuy nhiên vì bản tính này, Sanji vẫn kiềm chế được phần nào do trung thành với băng của mình. Ví dụ như khi bị hấp dẫn trước Pudding, anh kiên quyết từ chối cưới cô và quyết định đưa ra lời từ chối một cách nhẹ nhàng.[ch. 828] Ngoài ra, do thái độ này và nhiều bài dạy của Zeff, Sanji tuân thủ nghiêm ngặt theo bộ quy tắc đạo đức cá nhân về sự hào hiệp. Anh thề không bao giờ tấn công phụ nữ hay để họ bị xúc phạm, ngay cả khi phải trả giá bằng chính mạng sống. Anh đi xa đến mức chỉ ngăn chặn Kalifa (một trong những phản diện chính của tiểu phần Enies Lobby) để cho Nami có thể kịp đến giúp anh.[ch. 403] Tuy nhiên vì lớn lên cùng người cha đẻ không bao giờ ngó ngàng đến lời kêu cứu của anh, vậy nên Sanji không hề cầu xin ai giúp đỡ cho đến trước tiểu phần Wano Arc, khi anh nhờ Nico Robin cứu mình khỏi một phản diện nữ. Đây là minh chứng cho thấy sự dễ tổn thương lớn hơn và chấp nhận bản thân ở Sanji, sau khi Luffy cứu anh khỏi cuộc hôn nhân sắp đặt trên tiểu phần Đảo Bánh (Whole Cake Island Arc).
Sanji là một người tốt bụng, anh thường cứu mạng người khác lúc hiểm nguy, ngay cả khi phải đánh đổi bằng sự an toàn của bản thân. Đôi khi, anh cho rằng bản chất tốt bụng của mình chỉ là lòng hào hiệp với phụ nữ, nhưng thực ra anh còn liên tục giúp đỡ cả đàn ông nữa. Sau khi phải chịu đựng cảnh đói khát cùng vô số những lời lăng nhục mà cha dành cho mình, anh không bao giờ từ chối phục vụ bữa ăn cho bất kỳ ai, bất kể họ có ý đồ tốt hay xấu, ví dụ như khi Don Krieg có ý đồ chiếm lấy nhà hàng Baratie trong tiểu phần giới thiệu anh. Trong truyện, anh thường tách mình khỏi những người khác để đóng vai trò bí mật, rồi sau đó giúp đỡ băng Mũ Rơm và các đồng minh khác thoát nạn. Ở Water 7, Sanji tách mình khỏi băng Mũ Rơm và tìm thấy Nico Robin đang lên tàu Puffing Tom đến Enies Lobby để nhận án hành quyết.[ch. 359] Ở Thriller Bark, anh đề nghị đổi mạng mình để cứu Luffy. Ở Zou, Sanji quyết định bỏ băng để đối mặt với gia đình và bảo vệ băng Mũ Rơm khỏi băng hải tặc Fire Tank.[ch. 813] Ở Wano, Sanji lần đầu nhờ đến người khác giúp đỡ, khi anh nhờ Robin cứu mạng mình.

### Thể hiện
Trong bản gốc tiếng Nhật của bộ anime One Piece, diễn viên Hirata Hiroaki lồng tiếng Sanji lúc trưởng thành, còn Ōtani Ikue lồng tiếng anh lúc nhỏ.
Trong 104 tập lồng tiếng One Piece đầu tiên của Odex ở Singapore, người lồng tiếng Sanji là Joseph Murray và Paul Pistore. Ở bản lồng tiếng 104 tập One Piece đầu tiên của 4kids Entertainment, người lồng tiếng Sanji lúc trưởng thành là David Moo, còn Veronica Taylor lồng tiếng anh lúc nhỏ. Trong bản lồng tiếng toàn bộ các tập loạt One Piece của Funimation Entertainment, Sanji trưởng thành do Eric Vale lồng tiếng, còn Christen Auten sắm vai Sanji lúc nhỏ. Ở bản lồng tiếng Hàn Quốc, anh từng được lồng tiếng bởi Park Hyun-wook từ 2002 đến 2011. Năm 2012, người lồng tiếng Sanji hiện tại là Lee Jung-hoon trong bản tiếng Hàn.
Trong bản chuyển thể phim người đóng One Piece, Sanji được thể hiện bởi nam diễn viên người Anh-Tây Ban Nha Taz Skylar. Để chuẩn bị vai diễn, Skylar đã phải tập taekwondo hai đến ba giờ mỗi ngày và tập luyện nấu ăn vào các buổi tối sau khi đóng kịch.

### Năng lực
Khi chiến đấu, Sanji chủ yếu dựa vào những cú đá, không bao giờ đấm đối phương vì anh tin rằng đôi tay là công cụ quan trọng của nghề đầu bếp, nên phải bảo vệ chúng khỏi bị tổn thương. Trong suốt bộ truyện, Sanji sử dụng đòn tấn công là những biến thể của các cú đá (được gọi là “Phong cách Chân Đen”), với tên của đòn đá thường liên quan đến món ăn. Ví dụ như ở đòn “Diable Jambe”, anh tăng nhiệt độ của đôi chân lên cao đến mức chúng phát sáng màu đỏ tươi.[ch. 415] Trong thời gian ở Đảo Momoiro, Sanji học được một chiêu thức tên là “Sky Walk”, tức tạo điều kiện cho anh bật rất cao và có thể lơ lửng trên không trung nhờ tạo ra những tiếng nổ siêu thanh trong không khí phía sau anh.[ch. 635] Sanji là một trong số ít người được treo thưởng truy nã cao nhưng không hề ăn Trái Ác Quỷ - loại trái cây đem lại cho người dùng siêu năng lực, với cái giá là không thể nổi trên mặt nước. Sau tiểu phần Đảo Bánh (Whole Cake Island), Sanji được tặng một bộ đồ Raid Suit từ Germa 66 (tổ chức ngầm chi phối Vương quốc Germa). Bộ đồ giúp tăng cường năng lực thể chất và giúp anh ẩn mình vào môi trường xung quanh.[ch. 903] Mặc dù khi sử dụng, bộ đồ giúp đánh thức những biến đổi di truyền trong tiềm thức của anh và chúng giúp anh tăng cường sức mạnh và tốc độ, song Sanji đã lựa chọn phá hủy bộ Raid Suit để vĩnh viễn cắt đứt liên hệ với gia đình. Sau đó anh sử dụng năng lực cùng Haki Vũ Trang (Armament Haki) để tạo ra "Ifrit Jambe" - đòn đá mạnh hơn Diable Jambe sử dụng ngọn lửa màu xanh trắng.[ch. 903]
Ngoài kỹ năng chiến đấu, Sanji cũng là một đầu bếp cừ khôi. Anh học nấu ăn dưới sự chỉ dạy của Zeff trên Baratie, nhờ đó trở nên nhanh nhẹn và thuần thục sử dụng dao. Anh cũng sở hữu khứu giác và vị giác nhạy bé, giúp cho anh có thể suy luận các thành phần và chế biến lại chiếc bánh cưới ở Đảo Bánh.[ch. 880]

### Haki
Trong timeskip, anh phát triển Haki Quan Sát (Observation Haki) - giúp anh cảm nhận được ý đồ và sự hiện diện của đối phương, như lúc anh có thể né được viên đạn đậu thạch của Katakuri.[ch. 862] Anh cũng có thể sử dụng Haki Vũ Trang, giúp anh làm cứng các bộ phận trên cơ thể và có thể tấn công người sử dụng Trái Ác Quỷ hệ Logia.[ch. 668]

## Xuất hiện

### MangaOne Piece
Vinsmoke Sanji (ヴィンスモーク・サンジ Vinsumōku Sanji) vốn là hoàng tử của Vương quốc Germa - một vương quốc nổi trên mặt biển gồm nhiều con tàu trên vỏ ốc khổng lồ. Cha anh là Vinsmoke Judge - vua của Cựu quốc Germa, còn mẹ anh là Vinsmoke Sora.[ch. 840] Judge tìm cách lấy lại hào quang đã mất của gia tộc bằng cách tạo ra đội quân mạnh nhất, ông sử dụng chuyên môn khoa học của mình để tạo ra hàng trăm bản sao cho những chiến binh giỏi nhất. Thậm chí vì mù quáng theo đuổi quyền lực, ông còn tiến hành thí nghiệm lên năm đứa con của mình. Vì không muốn những đứa con trở nên vô nhân tính, Sora đã uống một liều thuốc cực mạnh để ngăn chặn điều đó. Tuy nhiên, chỉ có Sanji là chịu tác động của thuốc, nên anh trở thành người duy nhất trở nên vô năng, song có cảm xúc. Song cũng vì thế mà anh thường xuyên bị anh chị của mình (họ được cải tiến về mặt di truyền song mắc chứng rối loạn nhân cách chống đối xã hội) chế giễu và bị người cha Judge nhốt lại vì ông xem anh là một nỗi ô nhục. Những lời cầu cứu của anh đều bị Judge khinh thường. Với sự hỗ trợ của người chị Reiju, anh trốn thoát và đào tẩu khỏi Germa. Trên đường chạy trốn, Sanji chạm mặt phải cha mình. Ông cảnh báo nếu định chạy trốn, anh không được phép nói cho bất cứ ai biết về thân thế của mình với Germa, vì ông cảm thấy hổ thẹn về quan hệ của họ. Cuối cùng Sanji chạy trốn trên một con tàu du lịch được gọi là Orbit.
Khi làm đầu bếp tập sự trên một con tàu chở khách, cậu nhóc Sanji chín tuổi đã đứng lên phản kháng trước một băng cướp biển do Zeff "Chân Đỏ" khét tiếng cầm đầu. Trong màn đối đầu đó, Sanji bị một cơn sóng lớn cuốn rơi xuống biển. Zeff nhảy theo cứu cậu vì cả hai có chung ước mơ tìm ra All Blue (オールブルー Ōru Burū) - một vùng biển thần thoại nơi mà các vùng biển East, West, North và South Blue giao nhau, chứa mọi loài cá khắp hành tinh. Khi bị trôi dạt trên biển, tên hải tặc lại cứu mạng Sanji lần nữa khi cho cậu hết thực phẩm của mình. Sau lần giải cứu đó, Sanji ở cùng Zeff trong nhiều năm và giúp ông xây dựng một nhà hàng nổi trên biển có tên gọi Baratie (バラティエ). Đổi lại, Zeff huấn luyện cậu trở thành một đầu bếp hạng nhất và dạy cậu phong cách chiến đấu bằng cú đá của mình.[ch. 56–59] Sanji noi gương Zeff nên sẽ không bao giờ từ chối phục vụ một người đang đói, và anh chỉ sử dụng chân để chiến đấu, bảo vệ đôi tay cho nghề đầu bếp.[ch. 48,370] Điểm yếu của anh là phụ nữ và anh đặt ra nguyên tắc không bao giờ làm tổn thương bất kỳ phụ nữ nào, ngay cả khi việc đó nguy hiểm tới tính mạng của mình.[ch. 403]
Cuối cùng, Sanji trở nên khét tiếng với biệt hiệu Sanji "Chân Đen" (黒脚のサンジ (Hắc Cước Sanji) Kuro Ashi no Sanji).[ch. 435] Ở Thriller Bark, anh đề nghị đổi mạng mình để cứu Luffy. Trong hai năm tập luyện ở Vương quốc Kamabakka Queendom (カマバッカ王国 Kamabakka Ōkoku) của Emporio Ivankov, anh phát triển chiêu thức Sky Walk (空中歩行 Sukai Wōku) - một biến thể kỹ thuật Moonwalk (月歩 Geppo) của Lục Quyền (六式 Rokushiki), giúp anh có thể chạy trên không trung.[ch. 635] Ở Zou, Sanji bị ép cưới sắp đặt với con gái của Tứ Hoàng Big Mom. Sanji quyết định rời băng Mũ Rơm để đối mặt với gia đình và bảo vệ băng khỏi băng hải tặc Big Mom. Tuy nhiên, Luffy đã đột nhập Vương quốc của băng hải tặc Big Mom để cứu Sanji, nhưng Sanji lại không muốn bỏ mặc gia đình sắp rơi vào một cái bẫy chết người của Big Mom, dẫu cho anh cực kỳ ghét họ. Luffy đáp lại bằng lời thừa nhận lòng tốt chính là trái tim của Sanji. Họ cùng nhau tìm cách giải cứu gia đình của Sanji và trốn khỏi Big Mom, khiến mức truy nã họ tăng vọt. Sanji mừng vì mức truy nã mình đã vượt Zoro, song nổi cáu vì họ của anh được ghi trên áp phích. Sanji cũng không vui khi nhận được Raid Suit - bộ đồ cải tiến công nghệ mà gia đình tặng anh, giúp cho anh có năng lực tàng hình.[ch. 903]
Ở Wano, Sanji lần đầu nhờ người khác giúp đỡ khi anh nhờ Robin cứu mạng khỏi một nữ địch thủ mà anh không muốn đối đầu. Đây là lần đầu tiên Sanji mở lời nhờ người khác giúp đỡ trong bộ truyện bối cảnh hiện tại. Sau đó, anh nhận ra nhờ sử dụng Raid Suit, anh bắt đầu đánh thức được những cải tiến di truyền tiềm ẩn mà mẹ anh đã cố che đậy nhiều năm trước. Anh sở hữu một bộ xương ngoài, năng lực thể chất siêu phàm, khả năng tự hồi phục thần tốc, sức mạnh và tốc độ gia tăng giúp cải thiện rất nhiều phong cách chiến đấu của mình, còn da của anh cũng có thể chống được đạn. Đáng buồn, tất cả những ưu điểm trên đã hủy hoại cảm xúc của Sanji, khi anh nhận ra mình đã vô tình làm tổn thương một người phụ nữ vô tình cản đường anh và cô tỏ ra cực kỳ sợ anh, dù anh không hề chủ ý làm vậy. Vì lọ sợ mình sẽ đánh mất trái tim và nhân tính, anh đã phá hủy hộp đựng bộ Raid Suit, đoạn tuyệt mãi mãi khỏi ảnh hưởng của Germa và ngăn anh mất kiểm soát bản thân nhiều hơn nữa.[ch. 1023] [ch. 1028] [ch. 1031]
Giống như các thành viên khác của băng Mũ Rơm, mức truy nã của Sanji tăng theo từng giai đoạn. Lần đầu tiên anh được treo thưởng 77 triệu Berry.[ch. 435] Đến lần hai và lần ba, mức truy nã của anh lần lượt là 177 triệu Berry và 300 triệu Berry.[ch. 801][ch. 903] Hiện mức truy nã Sanji là 1,032 tỷ Berry.

### Trong các tác phẩm khác
Yūto Tsukuda và Shun Saeki (hai tác giả của bộ manga Shokugeki no Sōma) đã sáng tác một bộ yomikiri có nhan đề Shokugeki no Sanji. Phần đầu của truyện được xuất bản vào năm 2018 nhân kỷ niệm 21 năm ra đời One Piece. Hiện truyện có bốn phần, và nội dung truyện là mẩu truyện ngắn kể về những cuộc thi nấu ăn mà Sanji tham gia, cũng như kể chi tiết về quá trình tập luyện của anh trên Đảo Okama.
Tháng 11 năm 2012, một cuốn sách dạy nấu ăn có nhan đề One Piece: Pirate Recipes được Shueisha xuất bản. Cuốn sách được cho là của chính Sanji và đưa vào nhiều công thức nấu ăn theo chủ đề One Piece. Tháng 2 năm 2021, Viz Media đã tiến hành bản địa hóa tác phẩm, rồi phát hành nó vào ngày 23 tháng 11 năm 2021.
Sanji đã có mặt trong nhiều loại hình mặt hàng thương mại. Ví dụ, nhiều tượng figure của anh đã được sản xuất, ví dụ như figure Sanji trong loạt sản phẩm One Piece Locations Trading Figures. Năm 2012, nhân kỷ niệm 140 thành lập, nhãn hàng xa xỉ phẩm S.T Dupont của Pháp đã hợp tác với Oda Eiichiro để tái tạo chiếc bật lửa "Sleeping Mermaid nổi tiếng của Sanji.
Nhiều bức tượng đã được dựng nên để tôn vinh Sanji. Một bức tượng Sanji bằng đồng đã được dựng tại Mashiki, Kumamoto - nằm trong Dự án hồi phục Kumamoto để giúp chữa lành sau vụ động đất xảy ra ở khu vực này vào năm 2016. Tại Cửa hàng One Piece Mugiwara ở Nagoya, một bức tượng Sanji đặt ở cạnh tác phẩm nghệ thuật trong chương trình. Tại "nhà hàng Oresama của Sanji" - một trong chuỗi nhà hàng của công viên chủ đề Tokyo One Piece Tower, một bức tượng Sanji cùng các thành viên của khác của băng được đặt tại đây.

## Đón nhận

### Độ phổ biến
Trong cuộc bầu chọn độ phổ biến của Shōnen Jump One Piece, Sanji xếp thứ tư trong cuộc bầu chọn đầu tiên (1999) và xếp thứ ba trong ba cuộc bầu chọn tiếp theo (2002, 2006, 2009). Trong cuộc bầu chọn gần nhất (2021) lần đầu được tổ chức quy mô toàn thế giới, Sanji được chọn là nhân vật nổi tiếng thứ tư với 970.286 lá phiếu.

### Đánh giá chuyên môn
Dyler Crews nhận xét: "Sanji sở hữu mọi yếu tố rõ ràng để trở thành một trong những nhân vật tuyệt vời nhất trong cả bộ truyện mà không cần bàn cãi. Thân thế, sức mạnh và phong cách của Sanji khiến anh có được lòng yêu thích người hâm mộ One Piece. Song, nỗi ám ảnh với phụ nữ lại khiến một bộ phận người hâm mộ xa lánh anh. Người hùng háo sắc này là nền tảng cho sự biến đổi cầu kỳ trong thể loại shonen manga. Sanji là nhân vật dễ thấy nhất trong một loạt các nhân vật gây bối rối và đáng ngờ chuyên thể hiện kiểu tính cách trẻ con phiền phức như vậy".
Màn thể hiện Sanji của Eric Vale giúp anh được đề cử giải "Diễn viên lồng tiếng của năm" tại lễ trao giải Behind the Voice Actor Awards năm 2015. Daniel Dockery (một cây viết kỳ cựu của Crunchyroll) nhận xét rằng Sanji sở hữu một trong những màn giới thiệu nhân vật hay nhất trong anime. Ritwik Mitra của GameRant chọn Sanji là nhân vật hài hước giải trí nhất trong anime shōnen. Anh chỉ ra những nỗ lực tán tỉnh phụ nữ và xung đột của Sanji với đồng đội Roronoa Zoro là chất liệu gây hài cho truyện. Mitra nói thêm rằng Sanji còn là một phần quan trọng trong "một số khoảnh khắc không hài hước nổi bật nhất", làm anh tin rằng đấy là lý do làm nhân vật trở nên nổi tiếng.

### Tập truyện trích dẫn
- Tập 6 (ch. 45–53): 3 tháng 12 năm 1998 (tiếng Nhật). ISBN 4-08-872642-1. 1 tháng 3 năm 2005 (tiếng Anh). ISBN 1-59116-723-X
- Tập 7 (ch. 54–62): 4 tháng 3 năm 1999 (tiếng Nhật). ISBN 4-08-872683-9. 5 tháng 7 năm 2005 (tiếng Anh). ISBN 1-59116-852-X
- Tập 10 (ch. 82–90): 4 tháng 10 năm 1999 (tiếng Nhật). ISBN 4-08-872773-8. 4 tháng 4 năm 2006 (tiếng Anh). ISBN 1-4215-0406-5
- Tập 38 (ch. 358–367): 4 tháng 7 năm 2005 (tiếng Nhật). ISBN 4-08-873839-X. 2 tháng 3 năm 2010 (tiếng Anh). ISBN 1-4215-3454-1
- Tập 39 (ch. 368–377): 4 tháng 11 năm 2005 (tiếng Nhật). ISBN 4-08-873872-1. 6 tháng 4 năm 2010 (tiếng Anh). ISBN 1-4215-3455-X
- Tập 42 (ch. 400–409): 4 tháng 7 năm 2006 (tiếng Nhật) ISBN 4-08-874127-7. 6 tháng 4 năm 2010 (tiếng Anh). ISBN 1-4215-3458-4
- Tập 43 (ch. 410–419): 4 tháng 9 năm 2006 (tiếng Nhật). ISBN 4-08-874149-8. 6 tháng 4 năm 2010 (tiếng Anh). ISBN 1-4215-3459-2
- Tập 45 (ch. 431–440): 2 tháng 3 năm 2007 (tiếng Nhật). ISBN 978-4-08-874314-1. 4 tháng 5 năm 2010 (tiếng Anh). ISBN 1-4215-3461-4
- Tập 64 (ch. 627–636): 4 tháng 11 năm 2011 (tiếng Nhật). ISBN 978-4-08-870301-5. 4 tháng 9 năm 2012 (tiếng Anh). ISBN 978-1-4215-4329-1
- Tập 81 (ch. 807–816): 4 tháng 4 năm 2016 (tiếng Nhật). ISBN 978-4-08-880648-8. 7 tháng 2 năm 2017 (tiếng Anh). ISBN 978-1-4215-9159-9
- Tập 83 (ch. 828–838): 4 tháng 11 năm 2016 (tiếng Nhật). ISBN 978-4-08-880801-7. 1 tháng 8 năm 2017 (tiếng Anh). ISBN 978-1-4215-9433-0
- Tập 84 (ch. 839–849): 3 tháng 2 năm 2017 (tiếng Nhật). ISBN 978-4-08-881002-7. 7 tháng 11 năm 2017 (tiếng Anh). ISBN 978-1-4215-9700-3
- Tập 88 (ch. 880–889): 2 tháng 3 năm 2018 (tiếng Nhật). ISBN 978-4-08-881362-2. 6 tháng 11 năm 2018 (tiếng Anh). ISBN 978-1-9747-0378-4
- Tập 90 (ch. 901–910): 4 tháng 9 năm 2018 (tiếng Nhật). ISBN 978-4-08-881562-6. 7 tháng 5 năm 2019 (tiếng Anh). ISBN 978-1-9747-0700-3
- Tập 94 (ch. 943–953): 4 tháng 10 năm 2019 (tiếng Nhật). ISBN 978-4-08-882054-5. 4 tháng 8 năm 2020 (tiếng Anh). ISBN 978-1-9747-1537-4
- Tập 101 (ch. 1016–1025): 3 tháng 12 năm 2021 (tiếng Nhật). ISBN 978-4-08-883003-2. 6 tháng 12 năm 2022 (tiếng Nhật). ISBN 978-1-9747-3420-7
- Tập 102 (ch. 1026–1035): 4 tháng 4 năm 2022 (tiếng Nhật). ISBN 978-4-08-883120-6. 4 tháng 4 năm 2023 (tiếng Anh). ISBN 978-1-9747-3655-3